# 中野武営
中野 武営（本名　なかの たけなか、通称　なかの ぶえい、嘉永元年1月3日（1848年2月7日） - 大正7年（1918年）10月8日）は、明治・大正時代の官僚出身政治家、実業家。幼名は「権之助」または「作三」。号は「随郷」。

## 人物
讃岐国・高松藩出身。官僚時代を経て、大隈重信の立憲改進党結成に参加。愛媛県の県会議員に当選、次いで県会議長となり、愛媛県からの香川県の分割運動に奔走。後に代議士（衆議院議員）となり、晩年、東京市会議員、同議長も務めた。
武士としての気骨と商才を併せ持って実業家としても成功し、「士魂商才」と称された。関西鉄道社長、東京馬車鉄道株式会社取締役、東京株式取引所理事長、日清生命保険会社社長等を歴任。
初代の東京商業会議所会頭 渋沢栄一の盟友で、後任として第二代東京商業会議所会頭に就任し、経済の発展、実業界の地位向上を目指し、商工業者への減税や軍事費削減など、税制や財政、経済政策などについて積極的提言を行なうとともに、財界の世話役として、渋沢とともに新会社や公益的団体の設立、紛争の調停などを行った。
野球選手・審判の中野武二は息子。孫に作郎、次郎、俊三郎など。雅号の「随郷」は、「郷に入りては郷に随ふ」の意。

## 略歴

### 生い立ち
1848年（弘化5年）、高松藩勘定奉行中野次郎兵衛武憲の長子として高松に生まれる。中野家は祖父の代までは代々骨董屋を営み、父 中野武憲の代で高松藩士に出仕し、幕末時には勘定奉行として厳しい藩財政をとり仕切ったという。
武営は高松藩藩校講道館に学び文武両道に秀でていた。武道については「師範家は一刀流で、寒稽古は厳寒の午前二時頃から道場に出て稽古。数稽古と称して三十日で一万本を造ったことが毎年度あった。」とされ、剣術も槍術は免許皆伝。馬術、小具足、弓術、砲術、兵学、首実検など幅広く学んだ。文学については、書巻を懐にして修武の傍ら漢学や古今集の詩歌なども修めたという。13歳までに四書五経の素読、18歳までに十八史略の試験に及第し、藩士となる。家は貧しかったとも資産があり維新後も裕福だったとも言われる。

### 官吏時代
藩士になると、1871年（明治4年）から兵事を担当。同年、廃藩置県により高松藩が高松県が設置され、高松県史生となる。高松県と丸亀県が合併して香川県が設置されたのに伴い香川県史生となって、租税を担当。名東県、愛媛県勤務を経て、1874年（明治7年）からは中央に出仕、地租改正事務局に籍を置き、山形県など各地に出向いて地租改正作業に携わり、西南戦争が勃発すると臨時熊本県官となり従軍した。1877年（明治10年）に山口県課長（租税担当）に登用され、1881年（明治14年）に農商務省設立とともに農商務省権少書記官に就任した。しかし、同年10月、官有物払下げ事件を機に明治十四年の政変が起こり、官有財産管理も担当していた中野は、薩長藩閥への反発から農商務卿の河野敏鎌や農商務省幹部であった前島密、牟田口元学らとともに官職を辞す。

### 香川県への貢献・政治家として
辞職後は、大隈重信による立憲改進党結成に参加した。そして、同じく下野した河野敏鎌や北畠治房とともに東京で弁護士事務所「修進社」を設立。立憲改進党時代は、政府による弾圧により大隈重信や河野敏鎌などが脱党し、解党の危機に瀕したが、中野は党活動の継続を主張し、尾崎行雄や箕浦勝人、角田真平らともに七名の事務員の一人として党運営の中枢に残った。
1887年（明治20年）、愛媛県会議員となり、県会で「十州塩田組合に関する布達廃止の建議」を提案し、この建議を受けた農商務省は瀬戸内沿岸の十州における塩田の採塩制限を直ちに中止し、競争力のあった讃岐が年中採塩できるようになった。このような実力も認められ、翌1888年（明治21年）に県会議長に選任された。議長在任中、愛媛県から讃岐地方を香川県として独立させることに奔走。
香川県の分県運動はそれまでにもたびたび盛り上がったが、この時は中野武営を中心に、従兄の小田知周（おだ ともたか）、菊池武凞、片山高義ら旧藩士・改進党系が主導した。中野は、地元と連絡をとりながら東京で密に政府要人に働きかけるなど、分県運動の中心となってに奔走し、第３次香川県の設置を成功させた。この功により「香川県『独立の父』」と呼ばれる。
内務大臣山縣有朋が、「香川県設置之件」を黒田清隆総理大臣に閣議請議し、元老院の審議を経て、12月3日に香川県の設置を裁可する勅令（第79号）が公布された。中野は、明治20年に政府に復帰した大隈重信外務大臣や松方正義大蔵大臣などの中央人脈を活用したのではないかと伝えられている。（『海南新聞』明治21年11月13日）また、中野は東京株式取引所肝煎として黒田清隆ら薩摩藩出身者との関係を深めていた。
郷里の香川には、当時、新聞が発行されていなかった。1889年（明治22年）、中野は、小田知周と一緒に香川新報（後に四国新聞）を創刊する。小田が社長に就任。当時、地方での新聞発行はなかなか長続きしなかったが、香川新報はその後、他紙と合併して「香川日日新聞」、改名して「四国新聞」と様変わりしつつ現在も発行され続けている。
その後、松平家の相談役となり、松平頼聰の継嗣である松平頼壽の後見役を務めた。また、1891年（明治24年）高松松平藩から尾張徳川家の養子となった徳川義禮の離縁問題が起こった時、尾張家相談役の田中不二麿や加藤高明に対して、徳川家相談役の勝海舟を説得し問題の解決に貢献した。地元では、第百十四国立銀行、讃岐鉄道株式会社（JR 四国の前身）の役員就任、高松電灯株式会社（四国電力の前身）や高松商業会議所（商工会議所の前身）などの設立や運営を支援したほか、高松市上下水道整備を提唱した。
1890年（明治23年）、帝国議会開設に伴い第1回衆議院議員総選挙では、香川県第1区の高松市から出馬して衆議院議員に選出され、1903年（明治36年）まで７期を務める。理財に通じた中野は初期議会から「衆議院の予算通」として知られ予算委員長に選任された。また、衆議院議員として取引所法、森林法、日本興業銀行法など主として経済関係の法律の制定に貢献した。
1909年（明治42年）、実業界の声を政界に反映させるべく、東京実業組合連合会の支援等を得て東京市から立候補し、衆議院議員に選出され戊申倶楽部を組織し、代議士会長になる。
1914年（大正3年）、東京市政刷新の機運が高まり、中野は、豊川良平、大橋新太郎、加藤正義ら著名な財界人とともに東京市会議員に選出され、ただちに東京市会議長に選出された。渋沢栄一の女婿である阪谷芳郎東京市長や奥田義人市長、田尻稲次郎市長とも連携し、三電灯統一問題や市電料金問題、市長銓衡など当時の市政の錯綜した大きな問題の調整に力を発揮し、1918年（大正7年）の市会議員選挙後も市会議長に再選された。

### 実業家として
政治家としての活動の傍ら、1887年（明治20年）、東京株式取引所の肝煎となる。1888年（明治21年）に、東京株式取引所副頭取（同年5月から12月まで）に、前島密の後任として関西鉄道株式会社社長（1888年から1891年まで、JR東海・関西本線の前身）に就任し、亀山から津までの路線を敷設するなど、実業家としても活動を展開し始める。
1891年（明治24年）、東京株式取引所副頭取（1892年まで）に再任、1900年（明治33年）に東京株式取引所理事長となり12年間在任し、日露戦争を挟んだ時期の相場の安定など、株式市場の発展に寄与したほか、1903年（明治36年）、限月復旧問題への対応を図り、政府が勅令で突然導入した先物取引規制を撤廃させた。
また、1891年、経営難となっていた東京馬車鉄道取締役に選出され、制帽をかぶりながら馬や線路の状況をつぶさに把握するなどの現場主義に徹し、帝都の基幹交通網の経営をみるみる立て直した。その実業家としての手腕が広く認められ、当時としては、政治家出身の実業家として、かつ実業界における政治家として、実業界に異彩を放つ存在になった。
さらに、小田原馬車鉄道社長（箱根登山鉄道の前身）に就任し、短い路線ではあったがその電化を実現（小田原電気鉄道株式会社）することにより帝都近郊における電気鉄道の範例を示し、これによって「東京に鞭打つべし」と、遅れていた東京市全体の馬車鉄道の電化を促した。また、品川と川崎をつなぐ関東で初めての電車鉄道である京浜電気鉄道（前身が「大師鉄道」で現在の京浜急行）の設立にも貢献した。この他、日本興業銀行設立委員、早稲田大学関係者が創立した日清生命社長、東洋製鉄株式会社社長（工場は現在の日本製鉄戸畑工場の前身）、田園都市株式会社社長（東急電鉄株式会社の前身）など、様々な会社の設立や経営に関係した。

### 財界人として
渋沢栄一のあとを受けて1905年（明治38年）から1917年（大正6年）まで、13年間にわたり第二代東京商業会議所会頭を務める。
中野は、東京商業会議所会頭として全国商業会議所連合会（現在の日本商工会議所）を通じて、全国の実業界の意見をまとめることに力を入れ、中野会長時代の「商業会議所連合会は結束して政府に肉薄し、各大臣をはじめ貴衆両院、各政党にも親しくその意見を開陳して大に努力し、「これ商業会議所が甚だ活躍した時代なりとす」（『商業会議所連合会之過去及現在』）と評価されている。
日露戦争のポーツマス条約に反対して日比谷焼き討ち事件が起こった時、中野は政府の講和条約締結を支持し、賠償金をとれなかったとはいえ、戦後は、戦争継続した場合費やされたであろう「人の力と金の力」を産業に向け、軍事力から経済力の発展を中心にした国家発展を目指すべきと説いた。
日露戦争終結後も戦費調達のために導入された非常特別税が存続した。そこで、中野は全国商業会議所連合会の意見をとりまとめ、非常特別税の中でも特に織物消費税、通行税、塩専売（いわゆる「三悪税」）などの廃止を訴えた。しかし、歳入欠陥に直面した政府は、戦後不況のさなかにもかかわらず、逆に石油消費税、砂糖消費税、酒税の増税などを決定した。これに対して中野は、全国商業会議所連合会を通じて商工業者の力を結集させ、政府との対決も辞さず、増税の原因となる軍事費の削減を訴えるとともに増税反対運動を展開した。このような商業会議所連合会の活発な働きかけなどにより、第二次桂太郎内閣は軍事費の繰延と国債償還を決定し、営業税の８％の減税などが実現されたが、商工業者が求める三悪税廃止などは実施しなかった。
そこで、中野は都市商工業者を主とする実業界の意見が政治に反映されるためには、実業界の代表が政界に出る必要があると痛感し、1908年（明治41年）、東京市から衆議院議員総選挙に出馬して当選（1911年まで）、実業家議員らで戊申倶楽部を結成した。ただし戊申倶楽部は40議席ほどの小会派にとどまり、政治的に大きな力を獲得するまでには至らなかった。貴族院に力をもつ山県系官僚と、農業地主を支持層として衆議院の多数を占める政友会が連携した第一次西園寺内閣や第二次桂内閣は、軍事支出と地方への鉄道敷設などの公共投資を優先し、実業界が求める三悪税廃止や増税反対の意見に否定的であった。
1912年（大正元年）第2次西園寺内閣に対して、中野は、財政悪化と国際収支の危機に対処するために財政支出の削減と行財政改革を訴え、歳出拡大につながる陸軍の二個師団増設要求について東京商業会議所としていち早く反対を表明し、西園寺公望首相や山本達雄蔵相などに直接働きかけた。そして、陸軍の増師要求を却下した西園寺内閣が陸相上原勇作の辞任で倒れて第3次桂内閣が成立すると、陸軍と長州閥に反発する世論が高まり、立憲国民党と政友会の有志が「憲政擁護会」を結成し、新聞雑誌が激しい藩閥批判を展開する第一次憲政擁護運動が起こり、桂内閣が瓦解した。（大正政変）。退陣した桂内閣の後継の山本権兵衛内閣は、行財政改革を断行して財源をねん出し、経済界の期待に応えた。しかし、大正3年度予算案では海軍軍拡費を優先させ、商業会議所が求める営業税の減税がほとんど盛り込まれなかったため、中野は全国の商工業者と連携して「営業税廃税運動」を展開した。営業税の廃止は実現できなかったが30％の減税を実現した。
1914年（大正3年）4月、第二次大隈内閣が発足し、7月に第一次世界大戦の勃発すると、欧州からの化学品や鉄鋼製品などの輸入が途絶し、中野は、全国商業会議所連合会の意見をとりまとめ「化学工業の奨励ならびに化学工業調査会の設置に関する建議」や「時局に関する建議」（理化学研究所設立や製鉄事業の振興、大戦後を見据えた海外販路の拡大などを提言）をまとめて政府に建議した。これを受け政府は、染料医薬品製造奨励法、理化学ヲ研究スル公益法人ノ国庫補助ニ関スル法律、製鉄業奨励法を制定するなど、日本経済の重化学工業化を推進した。
中野は、博覧会は戦争と違い、国が軍事力ではなく経済力を競う「平和の戦場」であると考えていた。産業振興や外客誘致による外貨獲得の観点から、日清戦争後から万国博覧会の開催を提唱し、日露戦争後に日本大博覧会の開催が計画されるとその評議員として推進したほか、東京勧業博覧会（1907年）や東京大正博覧会（1914年）の開催、サンフランシスコで開催されたパナマ太平洋博覧会（1915年）への参加にも中心的な役割を果たした。外客の誘致の環境整備のため、国策として良質なホテルの整備を訴え、「ステーションホテル構想」を提唱したことが、東京ステーションホテルなどの実現につながった。

### 晩年の活動
1891年（明治24年）に東京商業会議所が設立され、渋沢栄一が会頭に就任すると同時に、中野は常議員に就任した。渋沢栄一会頭が政府に対して、「海運拡張ノ義ニ付建議」や「営業税廃止ノ意見」などの建議をする際、中野はそれぞれの委員会の委員長として意見のとりまとめに貢献し、1897年（明治30年）には大倉喜八郎とともに副会頭に就任した。
1905年（明治38年）に中野が渋沢の後継として東京商業会議所会頭に就任した。この経緯について、渋沢は、「私は努めて公平にして且つ気力のある、所謂毅然たる大丈夫を挙げることを望みましたのであります。此希望は当時の会議所一同の所思と相合しまして乃ち中野氏が私の後継者と成られたのでございます。」（渋沢栄一談『香川新報』1919年4月12日）と述べている。
中野は、特に晩年、渋沢と連携して、民間経済外交、国家的プロジェクトの推進、各種紛争の調停などに力を注いだ。両者の関係について『中野武営翁の七十年』では「中野翁にしては、良き助言者を渋沢翁に得、渋沢翁にしては良き実行者を中野翁に得たといえましょう。一方丈では出来ないものが、双方の化合作用によって出来たようなものです。」と伝えている。
１　民間経済外交の推進
日露戦争後、「日米開戦論」さえ唱えられるように日米関係が緊張したため、中野は日米の実業界での交流促進を図ることを目指し、1908年（明治41年）、米国の太平洋沿岸商業会議所連合会の受け入れを実現した。東京、横浜、京都、大阪、神戸の五大商業会議所を中心に、各地の商業会議所と連携して一行をもてなし、渋沢もこれに全面的に協力した。
翌年、訪日の際の日本側の歓待に応じ、米国側から中野らに訪米の招請があった。中野は高橋是清らと、渋沢栄一に団長就任を要請した。こうして渡米実業団が組織され、中野は渋沢を支え、1909年（明治42年）8月から12月まで、全米約60都市を訪問し各地の知事や市長、商工会議所会頭らに歓迎されたほか、タフツ大統領やエジソンなどを訪問するなど、民間経済外交を成功させた。（『渡米実業団誌』明治42年）。さらに、加州排日土地法への対応や、渋沢が1915年（大正4年）に渡米した後提唱した、日米関係委員会の設立に協力した。
２　国家的な事業の実施
明治神宮の創建、理化学研究所の設立、第一次大戦により欧州からの重化学製品の輸入が途絶えたことを機に設立された東洋製鉄株式会社や日本染料製造株式会社、田園都市株式会社の設立など、中野は渋沢とともに、その重要性を訴え政府の積極的支援を求めたり、民間から資金を集めたりするなど、その実現を図った。
３　紛争の調停
中野は、「公明正大一点の私心を挟まず、故に実業界に起こる種々の紛擾の如き其の漸く錯綜するや推されて之が調停の労を執り、初て解決したるもの甚だ多し。畢竟するに平素信用の厚きこと、献身的熱誠があるによるものと云ふべし」（明治44年の叙勲理由）と評価されていた。中野は渋沢と連携しつつ、大学昇格をめぐり学生が総退学した東京高等商業申酉事件（1909（明治42））、日本で初めての都市公害といわれる浅野セメント降灰事件（1910（明治43）年）、配当をめぐり株主と経営陣が対立した日本郵船紛議（1917（大正6）年）、尾崎士郎の『人生劇場』で有名な、大学統治をめぐる早稲田騒動（1917年（大正6）年）など、当時の経済界や社会で耳目を引いた大きな事件の仲裁役を引き受けるなど、問題の解決に貢献した。

### 逝去
1917年（大正6年）、70歳を機に東京商業会議所会頭を退任。1918年（大正7年）、9月2日の田園都市株式会社設立総会で社長に就任後、体調を崩し、危篤状態に陥る。このとき渋沢は、中野に男爵の授爵を各方面に運動したが果たせなかった。中野の授爵には原敬や山縣有朋が否定的だったのではないかといわれている。
10月7日付で正七位勲三等から正五位に昇位後の1918年（大正7年）10月8日、尿毒症のため70歳にて死去。葬儀は10月12日、渋沢栄一を葬儀委員長に、大隈重信、渋沢栄一と東京市長の田尻稲次郎が友人代表になり、青山斎場で執り行われた。当時、東京市会副議長であった鳩山一郎が、東京市会として中野議長の弔詞を可決して田尻市長に呈した。戒名は「入庵随郷」。東京の根津の霊雲寺塔頭妙極院と高松市の蓮華寺に墓所がある。
生涯の座右の銘は、『孟子』の「富貴も淫する能はず、貧賤も移す能はず、威武も屈する能はず。此れを之れ大丈夫と謂ふ」であった。

### 人物評
「生涯を終始して高潔なる武士的の気迫を失はず、鞏固なる意思の力を有する一面温情掬す可べき情味を蓄へ、自持すること厳に、他を待つこと頗る寛容、然も不義不正に対しては一歩も仮借せざるの操守を保ち、加ふるに高潔なる人物の社交界の紳士として、飽く迄自他の融合を忘れなかった。」と述べている。（大隈重信「噫中野武営君」『日本』第4巻第11号、1918年12月）
「公共の為、他人の為には有らゆる犠牲を忍んで奔走尽力するも、私利を図るの念がなかった」（増田義一「中野武営君の遠逝を悼む『実業之日本』第21巻第22号、1918年10月）
「大衆の目からは華やかな事業をして居ないが、心の中は頗る常識に富み、調和性もあり、余裕もあり、言論に一時の快を取るよりは、着実に仕事をするに適した実行家」（阪谷芳郎『中野武営翁の七十年』）
「君は其貌を平人にして、其骨を武士にしたり。惟だ利是趁ふの雰囲気に包まれながら、其志は恒に君国の存じたり」（徳富蘇峰『中野武営翁の七十年』）
日本資本主義の指導者として「岩崎彌太郎、安田善次郎、大倉喜八郎等を推す人もあろうが、これらの人々は、企業家は偉大であったに相違ないが、指導者としての風格において、渋沢栄一に及ばないのは無論、五代友厚にも、また、中野武営、和田豊治等の人々に及ばないであろう。」（土屋喬雄『日本資本主義の指導者たち』岩波書店、1939年）

## 年表
- 1848年（嘉永元年）1月3日、高松市鉄砲町で高松藩士・勘定奉行の中野次郎兵衛武憲の長男として誕生。
- 1868年（慶応4年・明治元年）、京都に遊学の傍ら公用方に従事。
- 1870年（明治3年）藩の守官となって東京の深川に在番。
- 1871年（明治4年）、廃藩置県により高松県（7月14日）と丸亀県（4月10日）が誕生。11月15日、高松県と丸亀県が合併して香川県となる。高松藩士であった中野は兵事を担当したが、廃藩置県とともに高松県史生となる。旧高松藩主松平頼聰の上京を阻止しようとする農民の暴動が起こり対応。
- 1872年（明治5年）香川県租税課地券掛。
- 1873年（明治6年）2月20日、香川県が廃止され、名東県に編入される（県庁：徳島）。香川県権大属、集議所副判事。7月、愛媛県権大属、のち愛媛県中属（租税担当）。
- 1874年（明治7年）、内務省地理寮出仕。
- 1875年（明治8年）9月5日、香川県再置（名東県から分離独立）地租改正事務局出仕。山形県、佐賀県、福岡県、長崎県の地租改正担当。
- 1876年（明治9年）8月21日、香川県が愛媛県に併合。
- 1877年（明治10年）2月、西南戦争勃発とともに臨時熊本県官を併任し内務省諜報掛。 戦後、山口県第三課課長（租税担当で地価再評価を進達）。
- 1880年（明治13年）、参議大隈重信と参議伊藤博文による「農商務省創設ノ議」
- 1881年（明治14年）、内務省権少書記官（山林局）、 農商務省設立とともに農商務省権少書記官、同年10月　大隈重信免官（明治十四年の政変）が起こり、官職を辞職。
- 1882年（明治15年）、大隈重信による立憲改進党結党に参加。法律事務所の修進社を創立。新政府に高松藩出身者が少なかったことから中央で出世した中野の地元への影響力は大きく、愛媛県下で改進党勢力が増大していく[6]。
- 同年5月、太政官は府県分合方針を検討し「高松県」の設置も議題に上った。期を一にして高松立志社が主導する香川県の分県運動が盛り上がったが、政府は高松県の設置を見送り。[12]
- 1885年（明治18年）、政府は府県分合方針を改めて検討し、奈良県の設置と讃岐を徳島県に合併するなどの方針を固めるが、讃岐の徳島県併合は実現しなかった。これらの動きの中で讃岐の中では徳島県への併合を求める動きと、愛媛県に残置を求める動きが起こった。しかし、東讃の小西甚之助や高松の旧藩士・改進党系グループ（山田政平、小田知周ら）らはいずれにも反対し、讃岐の分県独立を求める声を上げた。[12]
- 1887年（明治20年）、東京株式取引所肝煎。愛媛県会議員に選出され、県会で「十州塩田組合に関する布達廃止の建議」を提案し、これが建議されると農商務省は十州の採塩制限を直ちに中止した。
- 1888年（明治21年）、東京株式取引所副頭取（同年5月から12月まで）。中野は愛媛県会議長に選出され、旧藩士・改進党系の菊池武凞、片山高義、小田知周らと第三次香川県（現在の香川県）の設置に向けて内々に運動。[12]関西鉄道株式会社社長に就任。（1891年まで）
- 1888年（明治21年）12月3日、香川県再置（第三次）の勅令が公布。（愛媛県から分離独立し日本で最後の置県となった）[30]
- 1889年（明治22年）1月、香川県会議員となる。4月、香川新報社（現在の四国新聞社）を設立。7月、第一回衆議院選挙において、香川第一区から立候補して当選。以後、第7回まで連続当選。
- 1891年（明治24年）、東京株式取引所副頭取（1892年まで）。東京馬車鉄道取締役に選出。尾張徳川家で、旧高松藩主松平頼聰の次男で同家の養子となった徳川義禮の離縁問題が起こり、勝海舟を説得して問題解決に尽力。
- 1895年（明治28年）、高松電灯株式会社（四国電力の前身）設立。小田原馬車鉄道株式会社社長（1901年まで）
- 1897年（明治30年）、東京商業会議所副会頭。東京電燈株式会社取締役。
- 1898年（明治31年）、東京銀塊取引所理事長。高松百十四銀行監査役。関西鉄道取締役（1901年まで）。
- 1899年（明治32年）、京浜電気鉄道相談役。京仁鉄道合資会社設立（朝鮮半島）。
- 1900年（明治33年）、東京株式取引所理事長（1911年まで）。日本興業銀行設立委員。
- 1901年（明治34年）、東京商業会議所特別委員。
- 1902年（明治35年）、「高松市民と衛生」について講演。渡米実業団で訪米後高松で行った講演とともに高松市の上下水道の整備のきっかけとなったといわれる。[31]京釜鉄道株式会社設立（朝鮮半島）。
- 1903年（明治36年）、讃岐鉄道取締役。
- 1905年（明治38年）、東京商業会議所会頭。日露戦争終結後のポーツマス条約の締結を支持。
- 1906年（明治39年）、石狩石炭株式会社取締役。函館水電取締役。南満州鉄道設立委員。勲五等受勲。東京市で東京馬車鉄道を始めに電化し、東京鉄道株式会社設立（東京市電の前身）（1909年まで）。
- 1907年（明治40年）、勲四等瑞宝章叙勲（日露戦役の功）。シュバリエード・ロルド・ナショナルド・ランジュオン・ドノール勲章（フランス）。
- 1908年（明治41年）、東洋殖拓株式会社設立委員。米国太平洋沿岸商業会議所連合会代表実業団受け入れ。東京の商工業者の支持を得て衆議院議員当選
- 1909年（明治42年）、渡米実業団の組成と派遣。東京高等商業学校申酉事件調停。高松商業会議所設立（中野武営の講演を機に法律に基づく商業会議所が初めて設立。初代会頭小田知周）[32]
- 1911年（明治44年）、深川セメント降灰問題を仲裁。勲四等瑞宝章叙勲（条約改正の功）。
- 1912年（明治45年・大正元年）、前島密の後任として日清生命社長。渋沢栄一、阪谷芳郎とともに明治神宮創建に向けて動く。東京商業会議所が二個師団増師反対を表明。
- 1914年（大正3年）、全国で営業税廃税運動を展開。高松でも東京商業会議所と連携した廃税運動が活発化[33]。東京市会議員、市会議長に選出。
- 1915年（大正4年）、勲三等旭日中綬章叙勲。南満州製糖株式会社相談役。
- 1916年（大正5年）、理化学研究所創立委員会。田園都市株式会社創立委員会。
- 1917年（大正6年）、日本郵船株式会社取締役（4月から5月まで）。東洋製鉄株式会社設立・社長就任。
- 1918年（大正7年）、早稲田騒動調停。田園都市株式会社設立・社長就任。まもなく体調を崩し、10月8日に死去。
- 1921年（大正10年）、東京商業会議所で中野武営の銅像除幕式（新海竹太郎作）